# Campeonato Paranaense de Futebol de 1968
O Campeonato Paranaense de Futebol teve sua 54º edição no ano de 1968. Esta edição contou com a participação de 14 times jogando entre si, iniciando-se no dia 2 de março de 1968 e finalizando em 28 de agosto do mesmo ano.
Nos 184 jogos da competição foram marcados 489 gols, tendo uma média de 2,66 gols por partida. Ao marcar 24 gols Zé Roberto, atleta do Atlético Paranaense, conquistou a artilharia do campeonato.
Em 1968 o Campeonato Paranaense apresentou uma média de 2.855 pagantes nos estádios.
Ao final da competição o alviverde Coritiba Foot Ball Club conquistou seu décimo oitavo título estadual.

## Participantes
| Equipe                                   | Cidade         | Região                            | No ano anterior                                                       | Estádio                                | Capacidade | Títulos                                           | Participações |
| ---------------------------------------- | -------------- | --------------------------------- | --------------------------------------------------------------------- | -------------------------------------- | ---------- | ------------------------------------------------- | ------------- |
| Esporte Clube Água Verde                 | Curitiba       | Região Metropolitana de Curitiba  | Campeão                                                               | Estádio Orestes Thá                    | --         | 1 (1967)                                          | 27            |
| Ferroviário                              | Curitiba       | Região Metropolitana de Curitiba  | Quarto Lugar                                                          | Estádio Durival Britto e Silva         | --         | 8 (1937, 1938, 1944, 1948, ,1950,1953,1965,1966 ) | 29            |
| Coritiba Foot Ball Club                  | Curitiba       | Região Metropolitana de Curitiba  | Terceiro Lugar                                                        | Estádio Belfort Duarte                 | --         | 17 (último em 1960)                               | 46            |
| Clube Atlético Paranaense                | Curitiba       | Região Metropolitana de Curitiba  | Décimo Segundo Lugar                                                  | Estádio Joaquim Américo                | --         | 10 (último em 1958)                               | 36            |
| Clube Atlético Primavera                 | Curitiba       | Região Metropolitana de Curitiba  | Sétimo Lugar                                                          | Estádio João Loprete Frega             | --         | 0 (não possui)                                    | 8             |
| Clube Atlético Seleto                    | Paranaguá      | Litoral Paranaense                | Nono Lugar                                                            | Estradinha                             | --         | 0 (não possui)                                    | 8             |
| Grêmio Esportivo Recreativo de Apucarana | Apucarana      | Microrregião de Apucarana         | Décimo Primeiro Lugar                                                 | Estádio Bom Jesus da Lapa              | --         | 0 (não possui)                                    | 10            |
| Londrina Futebol e Regatas               | Londrina       | Microrregião de Londrina          | Sexto Lugar                                                           | Estádio do Café                        | --         | 1 (1962)                                          | 10            |
| Grêmio Esportivo Maringá                 | Maringá        | Microrregião de Maringá           | Vice Campeão                                                          | Estádio Willie Davids                  | --         | 2 (1963,1964)                                     | 7             |
| Paraná Esporte Clube                     | Londrina       | Microrregião de Londrina          | Décimo Lugar                                                          | Estádio Vitorino Gonçalves Dias        | --         | 0 (não possui)                                    | 5             |
| União Bandeirante Futebol Clube          | Bandeirantes   | Microrregião de Cornélio Procópio | Quinto Lugar                                                          | Estádio Comendador Luís Meneghel       | --         | 0 (não possui)                                    | 4             |
| Jandaia Esporte Clube                    | Jandaia do Sul | Microrregião de Apucarana         | Oitavo Lugar                                                          | Estádio Hermínio Vignoli               | --         | 0 (não possui)                                    | 4             |
| Atlético Clube Paranavaí                 | Paranavaí      | Microrregião de Paranavaí         | Campeão do Campeonato Paranaense de Futebol de 1967 - Segunda Divisão | Estádio Municipal Dr. Waldemiro Wagner | --         | 0 (não possui)                                    | 7             |
| Britânia Sport Club                      | Curitiba       | Região Metropolitana de Curitiba  | Não Participou                                                        | Estádio Paula Soares                   | --         | 6 (1918, 1919,1920,1921,1922,1923)                | 39            |

## Classificação final
| Pos. | Clube                                    | Cidade         |
| ---- | ---------------------------------------- | -------------- |
| 1    | Coritiba Foot Ball Club                  | Curitiba       |
| 2    | Clube Atlético Paranaense                | Curitiba       |
| 3    | Grêmio Esportivo Recreativo de Apucarana | Apucarana      |
| 4    | Clube Atlético Ferroviário               | Curitiba       |
| 5    | União Bandeirante Futebol Clube          | Bandeirantes   |
| 6    | Grêmio Esportivo Maringá                 | Maringá        |
| 7    | Londrina de Futebol e Regatas            | Londrina       |
| 8    | Paraná Esporte Clube                     | Londrina       |
| 9    | Atlético Clube Paranavaí                 | Paranavaí      |
| 10   | Clube Atlético Primavera                 | Curitiba       |
| 11   | Jandaia Esporte Clube                    | Jandaia do Sul |
| 12   | Esporte Clube Água Verde                 | Curitiba       |
| 13   | Clube Atlético Seleto                    | Paranaguá      |
| 14   | Britânia Sport Club                      | Curitiba       |

## Regulamento
O campeonato foi disputado com todos os participantes jogando entre si, em turno e returno com pontos corridos. Houve necessidade de duas partidas extras para se conhecer o campeão

## Final
Para conhecer o campeão de 1968 foi necessária a realização de duas partidas extras, pois Coritiba e Atlético Paranaense terminaram empatados em 36 pontos.
Destes dois jogos o primeiro foi vencido pelo Coritiba por 2x1.
A finalíssima ocorreu no Estádio Durival Britto em 28 de agosto de 1968. Sob o apito de Arnaldo Cezar Coelho, a partida terminou com o empate de 1x1 com gols de Zé Roberto e Paulo Vecchio (no último minuto da partida) e desta maneira o Coritiba sagra-se campeão.
Esta final representa a quinta vez na história do estadual que a dupla Atletiba ficou entre as duas primeiras colocações.

## Campeão
| Campeão Paranaense de 1968         |
| ---------------------------------- |
| Coritiba Foot Ball Club 18° Título |